# Scatophila stenoptera
Scatophila stenoptera är en tvåvingeart som beskrevs av Papp 1979. Scatophila stenoptera ingår i släktet Scatophila och familjen vattenflugor. Inga underarter finns listade i Catalogue of Life.